# جک شولدر
جک شولدر (انگلیسی: Jack Sholder؛ زادهٔ ۸ ژوئن ۱۹۴۵) کارگردان فیلم و فیلم‌نامه‌نویس اهل ایالات متحده آمریکا است.

## فیلم‌شناسی
- تنها در تاریکی (۱۹۸۲)
- کابوس در خیابان الم ۲: انتقام فردی (۱۹۸۵)
- پنهان (۱۹۸۷)
- Vietnam War Story II (۱۹۸۸)
- Renegades (۱۹۸۹)
- By Dawn's Early Light (۱۹۹۰)
- ۱۲:۰۱ (۱۹۹۳)
- نسل ایکس (۱۹۹۶)
- Wishmaster 2: Evil Never Dies (۱۹۹۹)
- ابرنواختر (۲۰۰۰) (uncredited)
- Beeper (۲۰۰۰)
- 12 Days of Terror (۲۰۰۴)
- Never Sleep Again: The Elm Street Legacy (2010) (documentary) (himself)